# Love Battery
Love Battery es una banda del género grunge. Fue formada en 1988 en Seattle por el exlíder del grupo Room Nine, Ron Nine.

## Historia
Formada en Seattle, Estados Unidos. Por el exlíder del grupo Room nine Ron Nine y Kevin Whitworth, Tommy "Bonehead" Simpson y Dan Peters.
El nombre de la banda viene de una canción británica por el grupo de género Punk; Buzzcocks.

## Discografía

### Álbumes
- Between the Eyes (Sub Pop Records, 1991).
- Dayglo (Sub Pop Records, 1992).
- Far Gone (Sub Pop Records, 1993).
- Straight Freak Ticket (Atlas Records, 1995).
- Confusion Au Go Go (C/Z Records, 1999).

### Singles
- "Between The Eyes" b/w "Easter" (Sub Pop Records, 1989).
- "Foot" b/w "Mr. Soul" (Sub Pop Records, 1991).
- Out Of Focus EP (Sub Pop Records, 1991).
- Nehru Jacket EP (Atlas Records, 1994).
- "Snipe Hunt" b/w "Punks Want Rights" (Let Down Records, 1996).